# Большие Сестрёнки
Большие Сестрёнки — река в России, протекает по Ртищевскому району Саратовской области, Пензенской области. Устье реки находится в 745 км по левому берегу реки Хопёр. Длина реки составляет 19 км. Площадь водосборного бассейна — 147 км².
В верховье имеет правый приток — балку Крутой Овраг.

## Данные водного реестра
По данным государственного водного реестра России относится к Донскому бассейновому округу, водохозяйственный участок реки — Хопёр от истока до впадения реки Ворона, речной подбассейн реки — Хопер. Речной бассейн реки — Дон (российская часть бассейна).
Код объекта в государственном водном реестре — 05010200112107000005759.